# Brenton-on-Sea
Brenton-on-Sea è una località balneare sudafricana situata nella municipalità distrettuale di Eden nella provincia del Capo Occidentale, non lontano dalla città di Knysna.
La cittadina prende il nome da Sir Jahleel Brenton, colui che nel 1818 dichiarò Knysna un porto.